# Selección de balonmano de Cuba
La Selección de balonmano de Cuba es el equipo formado por jugadores de nacionalidad cubana que representa a la Federación Cubana de Balonmano en las competiciones internacionales organizadas por la Federación Internacional de Balonmano (IHF) o el Comité Olímpico Internacional (COI). Este conjunto acumula en sus vitrinas un total de ocho campeonatos de América, conquistados en 1979, 1981, 1983, 1985, 1989, 1994, 1996 y 1998.

## Historial

### Juegos Olímpicos
- 1936 - No participó
- 1972 - No participó
- 1976 - No participó
- 1980 - 11.ª plaza
- 1984 - No participó
- 1988 - No participó
- 1992 - No participó
- 1996 - No participó
- 2000 - 11.ª plaza
- 2004 - No participó
- 2008 - No participó
- 2012 - No participó
- 2016 - No participó
- 2020 -

### Campeonatos del Mundo
- 1938 - No participó
- 1954 - No participó
- 1958 - No participó
- 1961 - No participó
- 1964 - No participó
- 1967 - No participó
- 1970 - No participó
- 1974 - No participó
- 1978 - No participó
- 1982 - 13.ª plaza
- 1986 - 15.ª plaza
- 1990 - 14.ª plaza
- 1993 - No participó
- 1995 - 13.ª plaza
- 1997 - 14.ª plaza
- 1999 - 8.ª plaza
- 2001 - No participó
- 2003 - No participó
- 2005 - No participó
- 2007 - No participó
- 2009 - 20.ª plaza
- 2011 - No participó
- 2013 - No participó
- 2015 - No participó
- 2017 - No participó
- 2019 - No participó
- 2021 - No participó

### Campeonatos de América
- 1979 -  Campeona
- 1981 -  Campeona
- 1983 -  Campeona
- 1985 -  Campeona
- 1989 -  Campeona
- 1994 -  Campeona
- 1996 -  Campeona
- 1998 -  Campeona
- 2000 -  Subcampeona
- 2002 - No participó
- 2004 - No participó
- 2006 - No participó
- 2008 -  Tercera
- 2010 - 4ª plaza
- 2012 - No participó
- 2014 - No participó
- 2016 - No participó
- 2018 - No participó
- 2020 -